# تشارلي دوبون
تشارلي دوبون هو كاتب سيناريو وممثل بلجيكي، ولد في 23 مايو 1971 في بلجيكا.

## أعمال

### أفلام
- (2003) حدث ذات مرة في مكسيكو[2][3]
- (2009) قرباء جدا

## وصلات خارجية
- تشارلي دوبون على موقع IMDb (الإنجليزية)
- تشارلي دوبون على موقع ألو سيني (الفرنسية)
- تشارلي دوبون على موقع أول موفي (الإنجليزية)
- تشارلي دوبون على موقع قاعدة بيانات الفيلم (الإنجليزية)
- تشارلي دوبون على موقع كينوبويسك (الروسية)